# Isla Bonny
La isla Bonny (en inglés: Bonny Island) es el nombre de una isla africana que está situada en el extremo sur del estado de Rivers, en el delta del Níger, en Nigeria, cerca de Port Harcourt. En la década de 1990 el Gobierno Federal de Nigeria, en colaboración con tres socios internacionales, Shell Gas BV., CLEAG Limited y AGIP International BV, inició un multimillonario proyecto de gas natural licuado en Nigeria (Nigeria LNG; Nigeria Liquified Natural Gas Limited). Debido a su posición estratégica, la isla alberga diversas compañías de petróleo entre las que se encuentran la Royal Dutch Shell, Mobil, Chevron, Agip y Elf.
Port Harcourt es la ciudad más cercana a la isla de Bonny. Los transbordadores o ferris son la forma principal de transporte hacia y desde la isla.